# Pages (vlinders)
De pages (Papilionidae) zijn een familie van vlinders. Het zijn meestal grote kleurrijke vlinders die vaak staarten aan de vleugels dragen. De familie is op alle continenten, uitgezonderd Antarctica, vertegenwoordigd maar de meeste soorten komen voor in tropische gebieden. De familie telt ongeveer 570 soorten.

## Kenmerken
De rupsen van de Papilionidae hebben een orgaan genaamd osmeterium waarmee vijanden kunnen worden afgeschrikt. Bij bedreiging komt het gevorkte orgaan tevoorschijn en scheidt het een vieze geur af. Veel dieren zullen zich wel twee keer bedenken voor ze de rups toch proberen op te eten. Ook de vleugels van de vlinders onderscheiden zich van alle andere vlinders door een speciale adering bij de binnenste rand. Ze zijn kenmerkend gekleurd: donker met witte, gele, oranje, rode of blauwe banden en vlekken. Veel pages hebben staartjes aan de achtervleugels. De vleugelspanwijdte varieert van 4,5 tot 28 cm.

## Leefwijze
De waardplanten van de rupsen zijn voornamelijk soorten uit de families Aristolochiaceae, Annonaceae, Lauraceae, Apiaceae, en Rutaceae. De vlinder heeft een voorkeur voor rode en paarse bloemen, waaruit de nectar al vliegend gedronken wordt.

## Voortplanting
De ronde eieren worden afgezet op de waardplant, waar ook de verpopping plaatsvindt.

## Verspreiding en leefgebied
Deze familie komt wereldwijd voor in warmere streken, op bloemrijke, open of beschaduwde plaatsen.

### Papilioninae, 1802 (480 soorten)

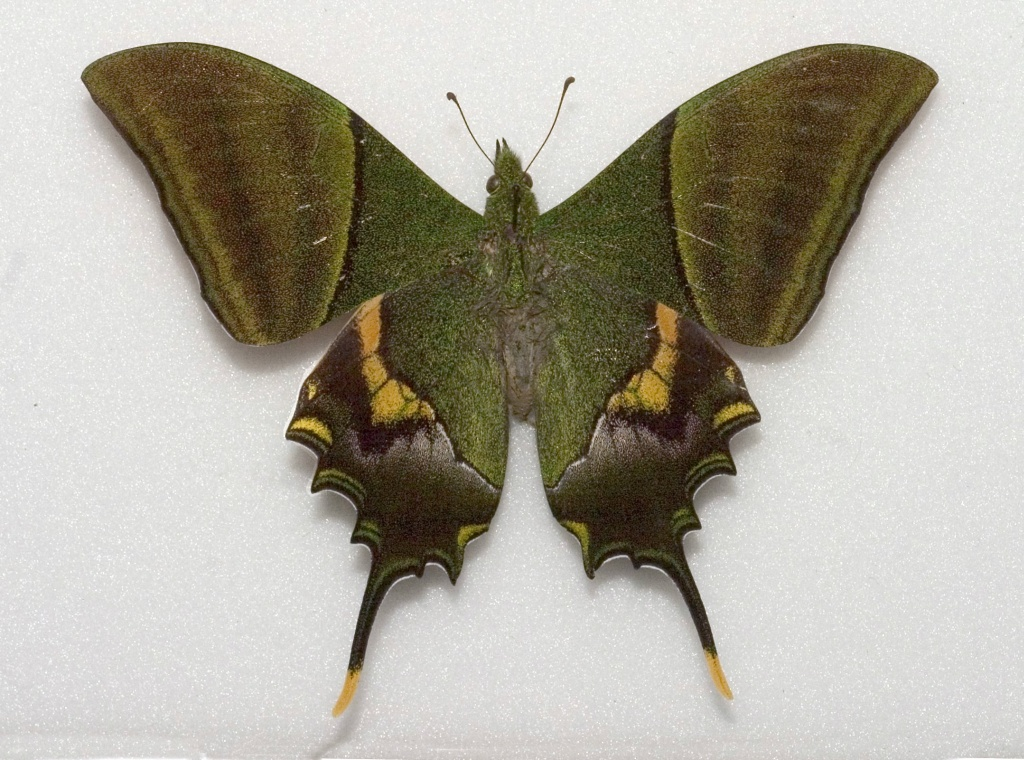
Teinopalpus imperialis mannetje bovenzijde
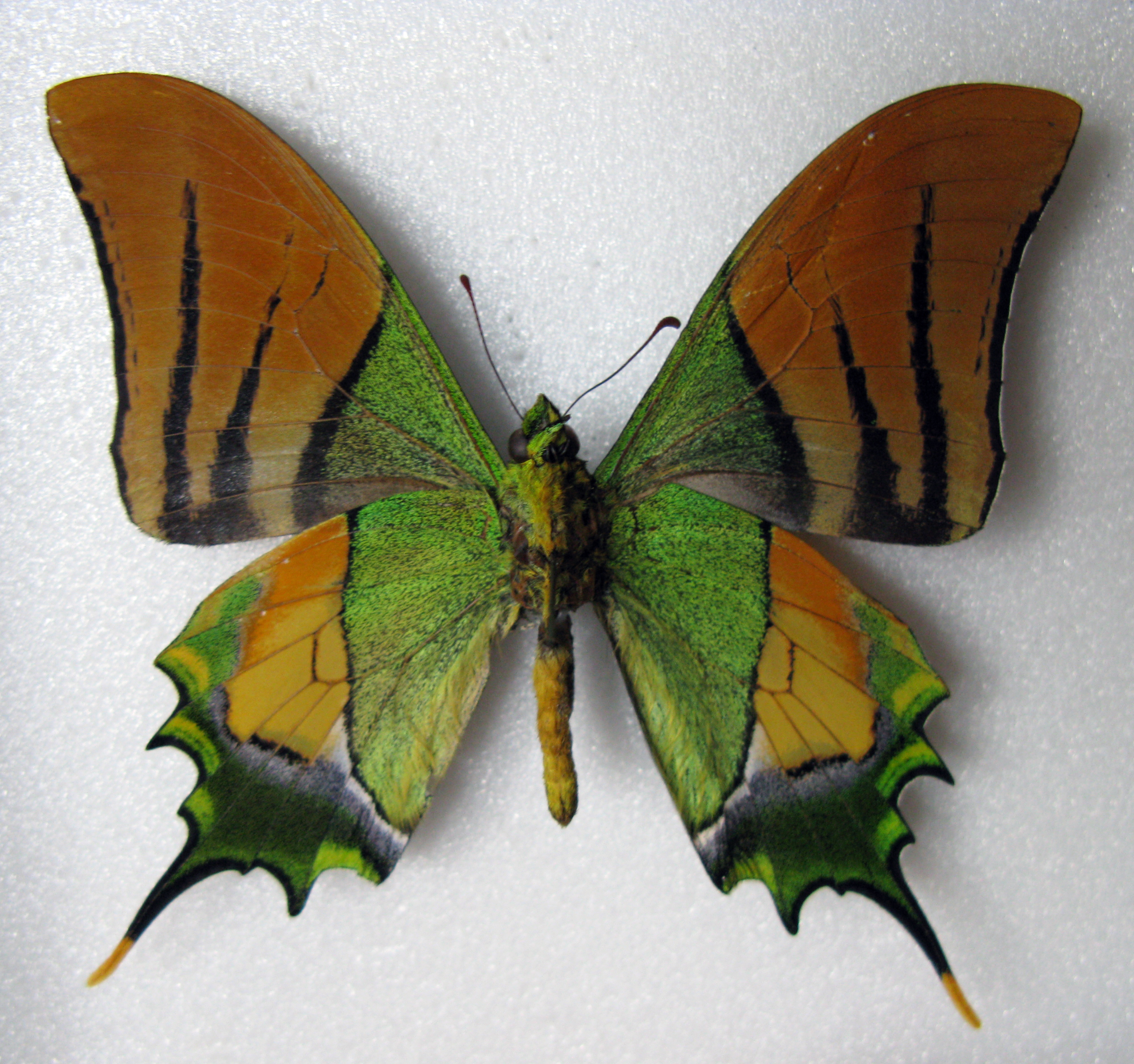
Teinopalpus imperialis mannetje onderzijde

### Parnassiinae, 1835 (67 soorten)

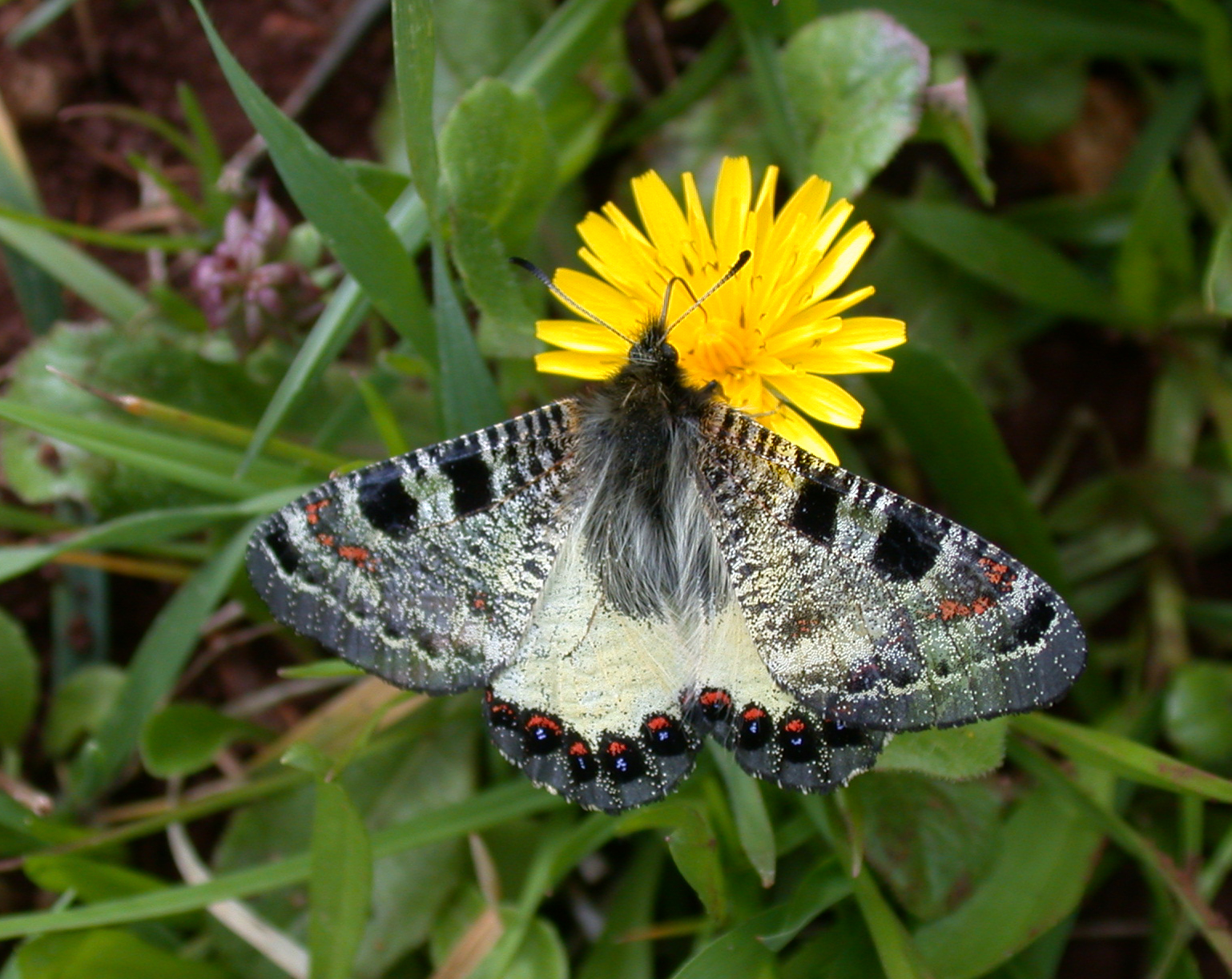
Archon apollinus Pijpbloemapollo
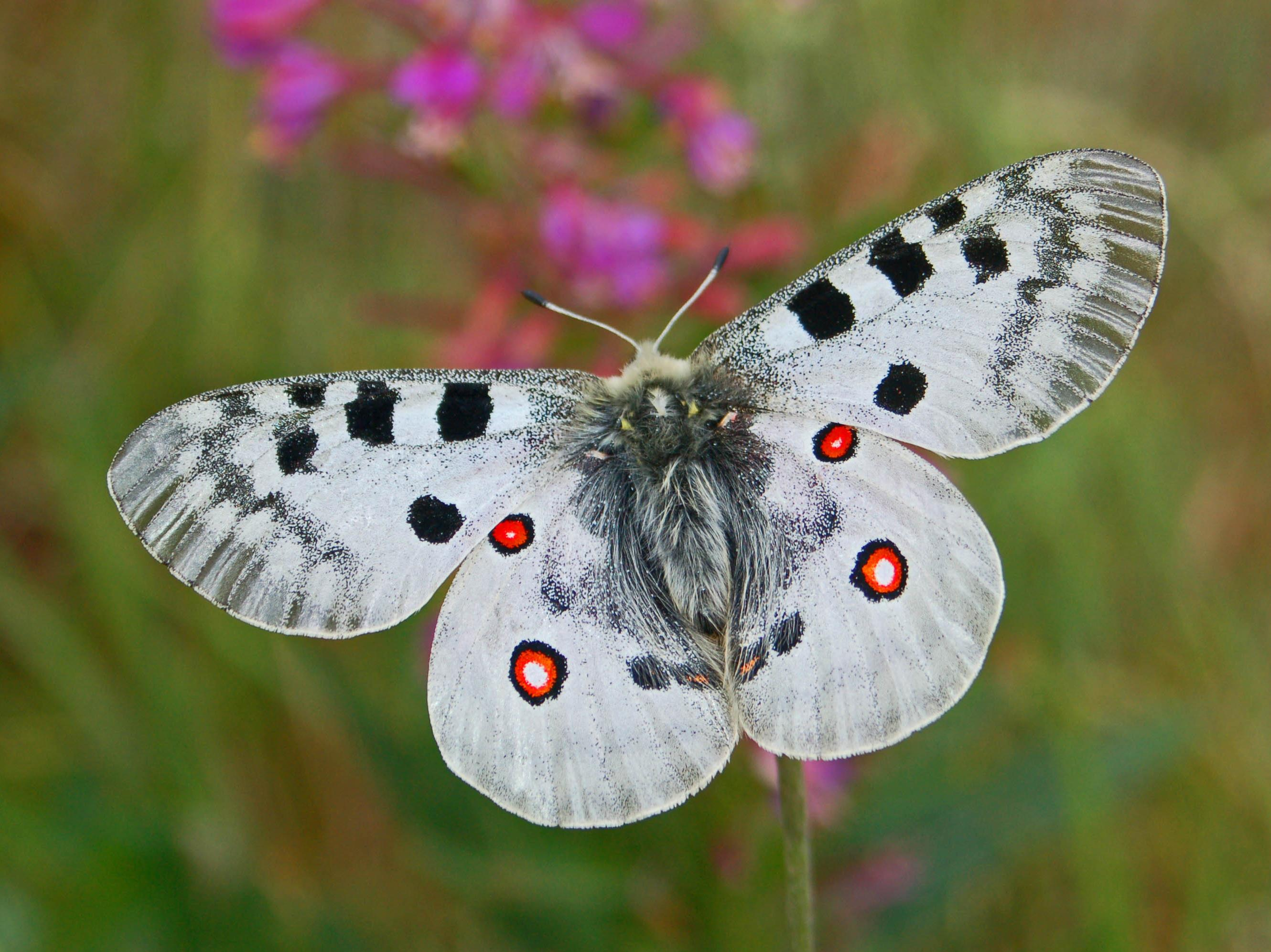
Parnassius apollo Apollovlinder
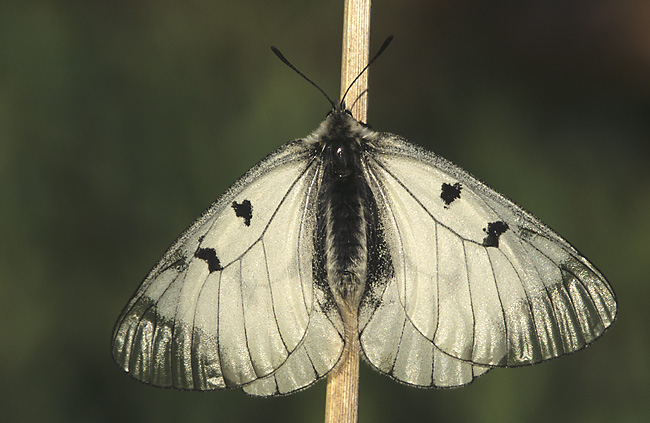
Parnassius mnemosyne Zwarte apollovlinder
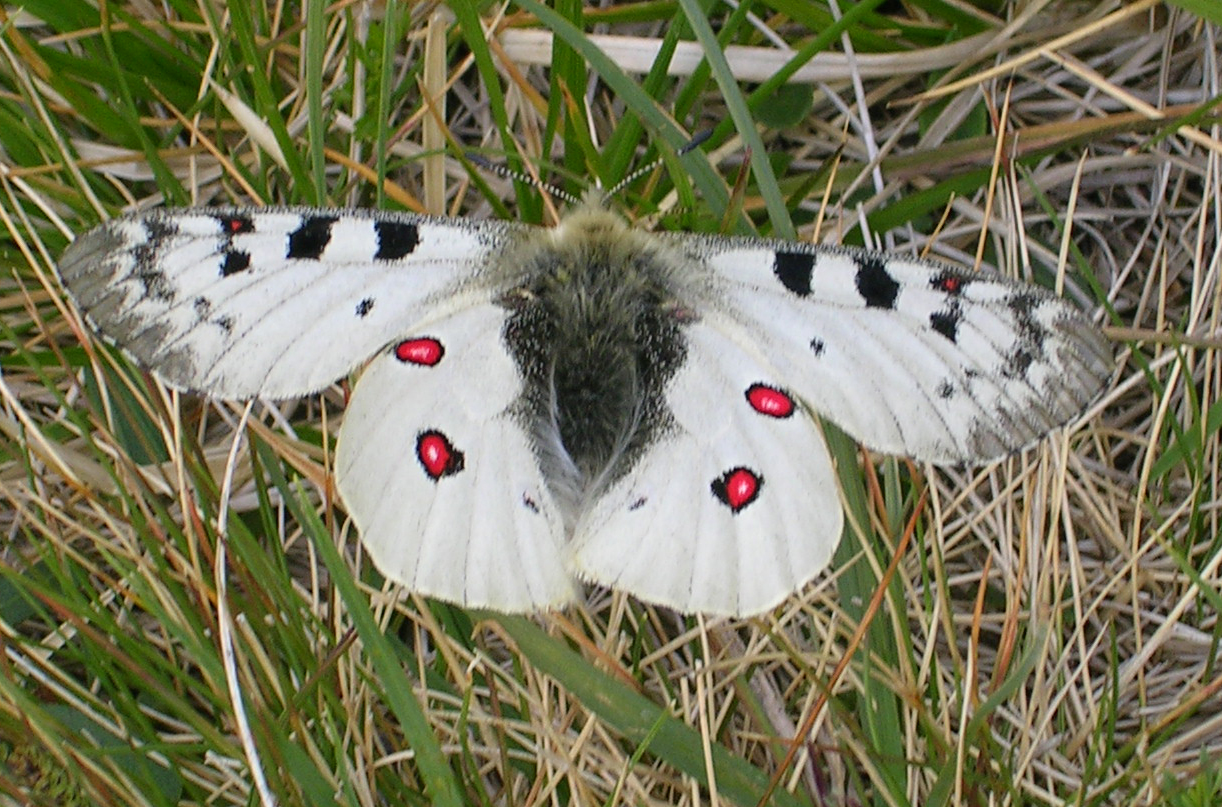
Parnassisus phoebus Kleine apollovlinder

## Onderfamilies, geslachtengroepen en geslachten

### PapilioninaeLatreille,1802(480 soorten)
- Papilionini Latreille, 1802
  - Papilio Linnaeus, 1758
  - Chilasa Moore, 1881
  - Meandrusa Moore, 1888

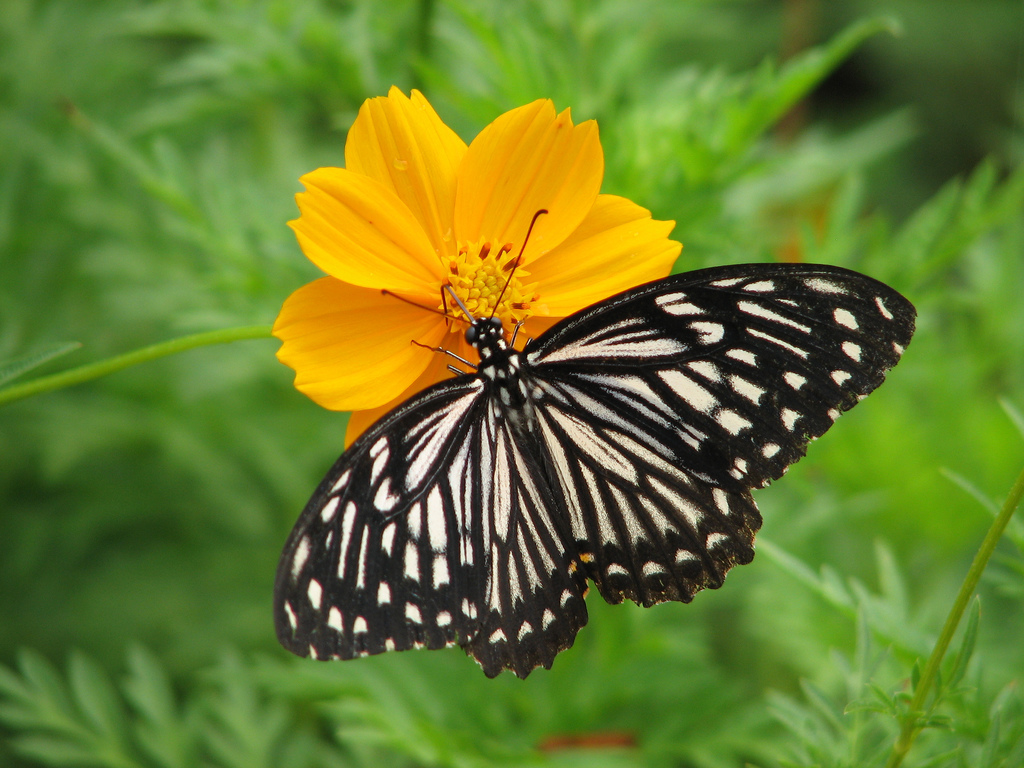
Chilasa clytia
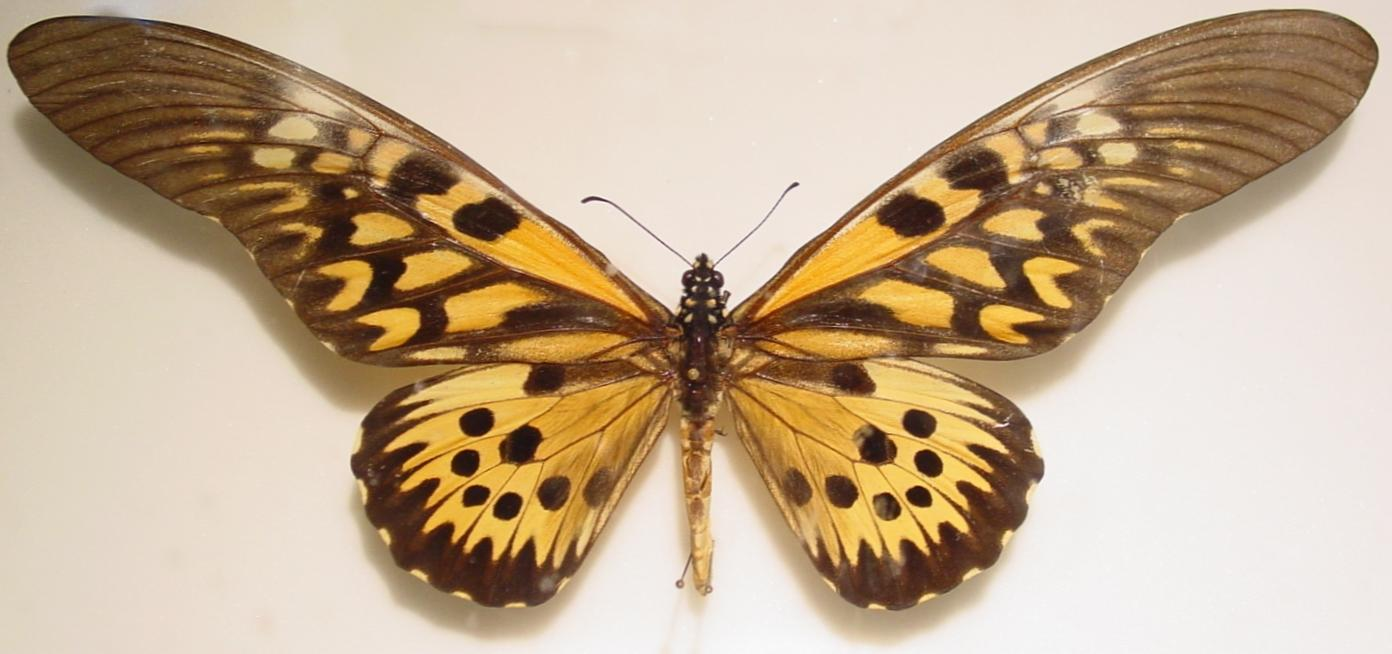
Papilio antimachus
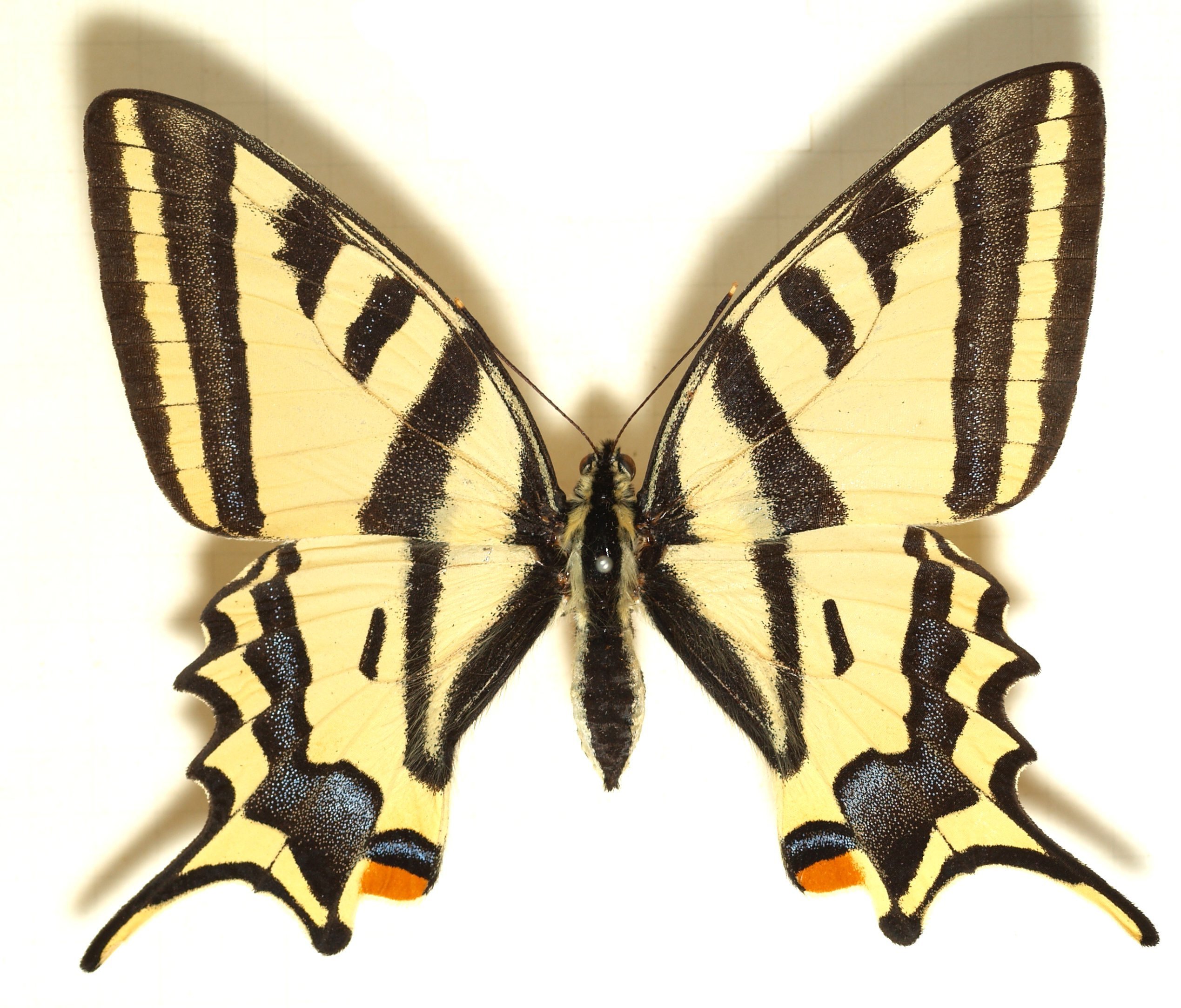
Papilio alexanor Zuidelijke koninginnenpage
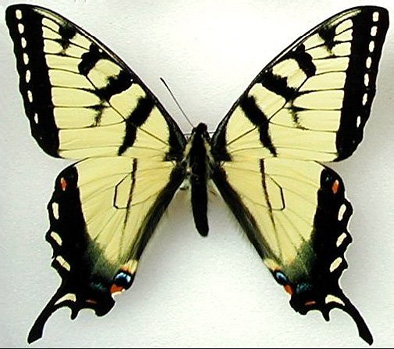
Papilio appalachiensis
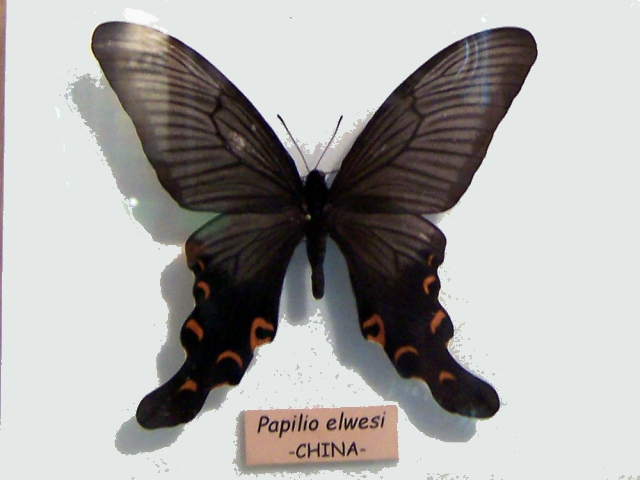
Papilio elwesi
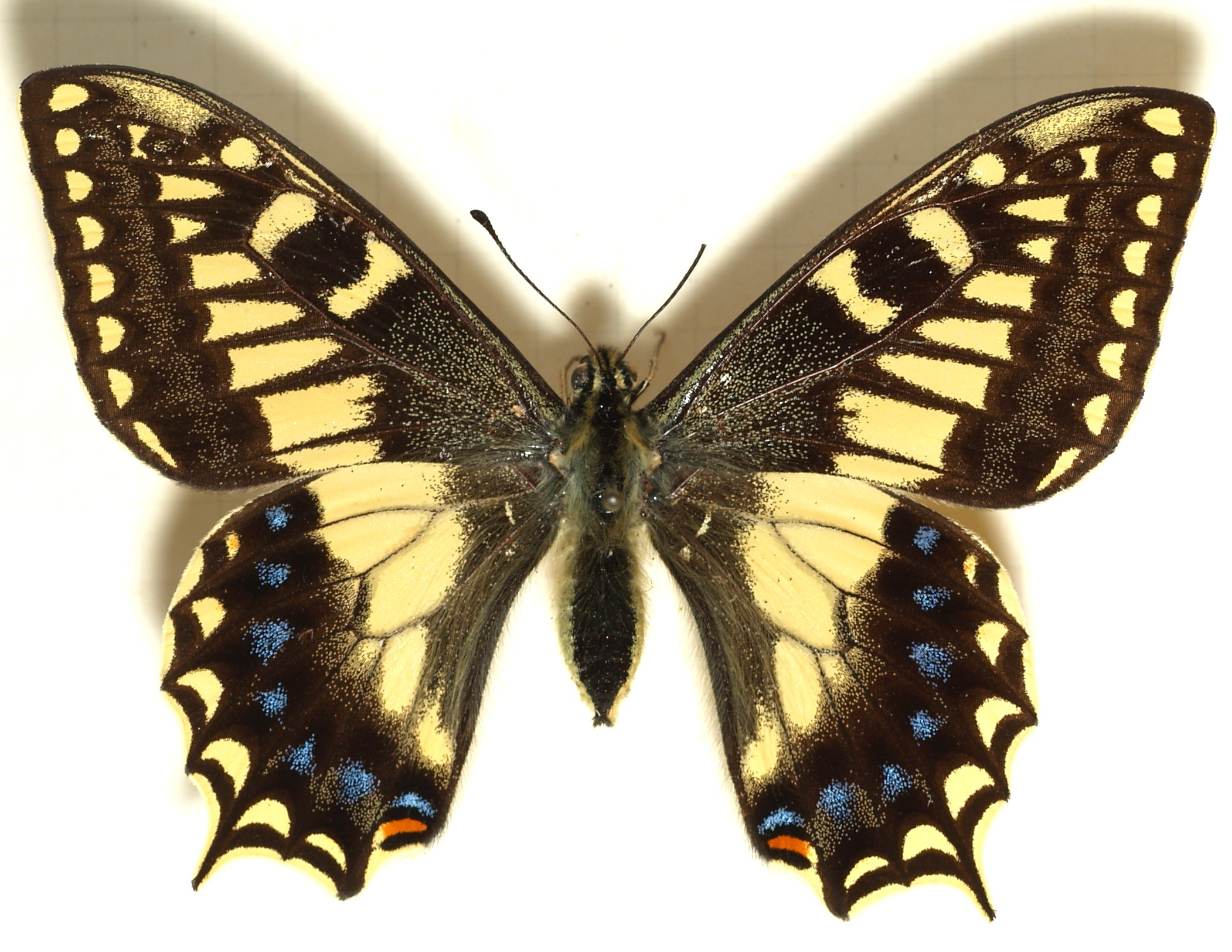
Papilio hospiton Corsicaanse koninginnenpage
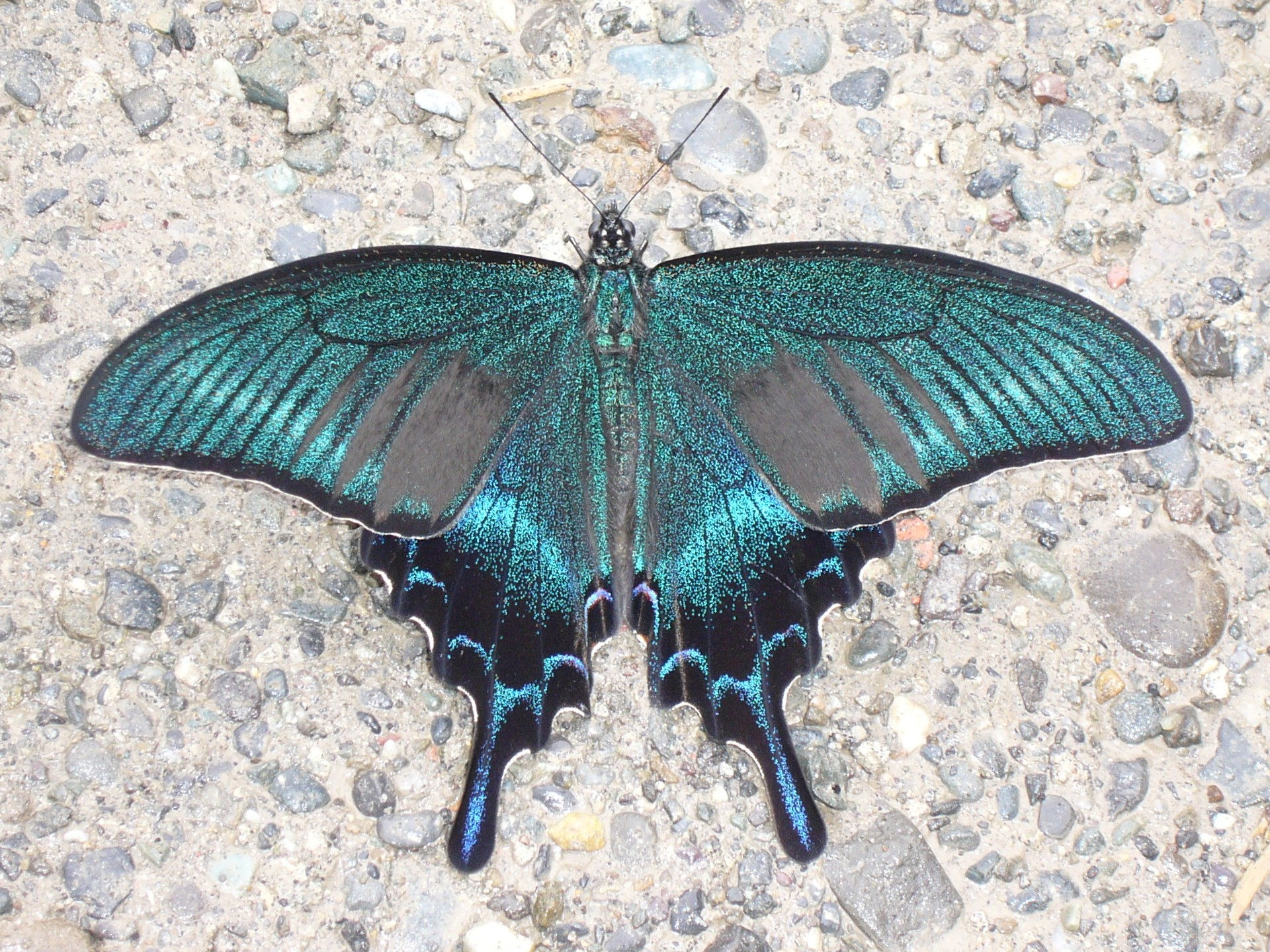
Papilio maackii
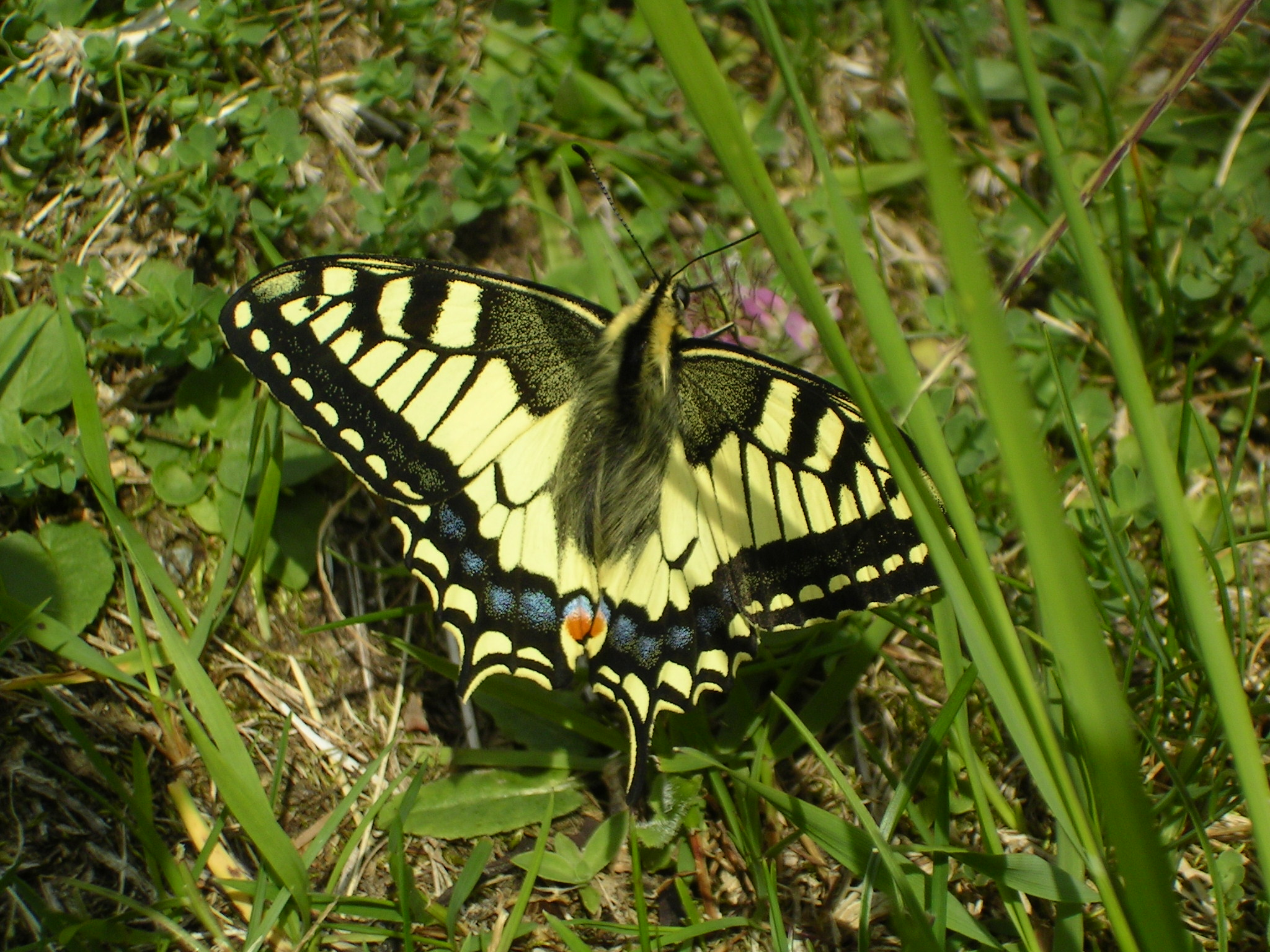
Papilio machaon Koninginnenpage
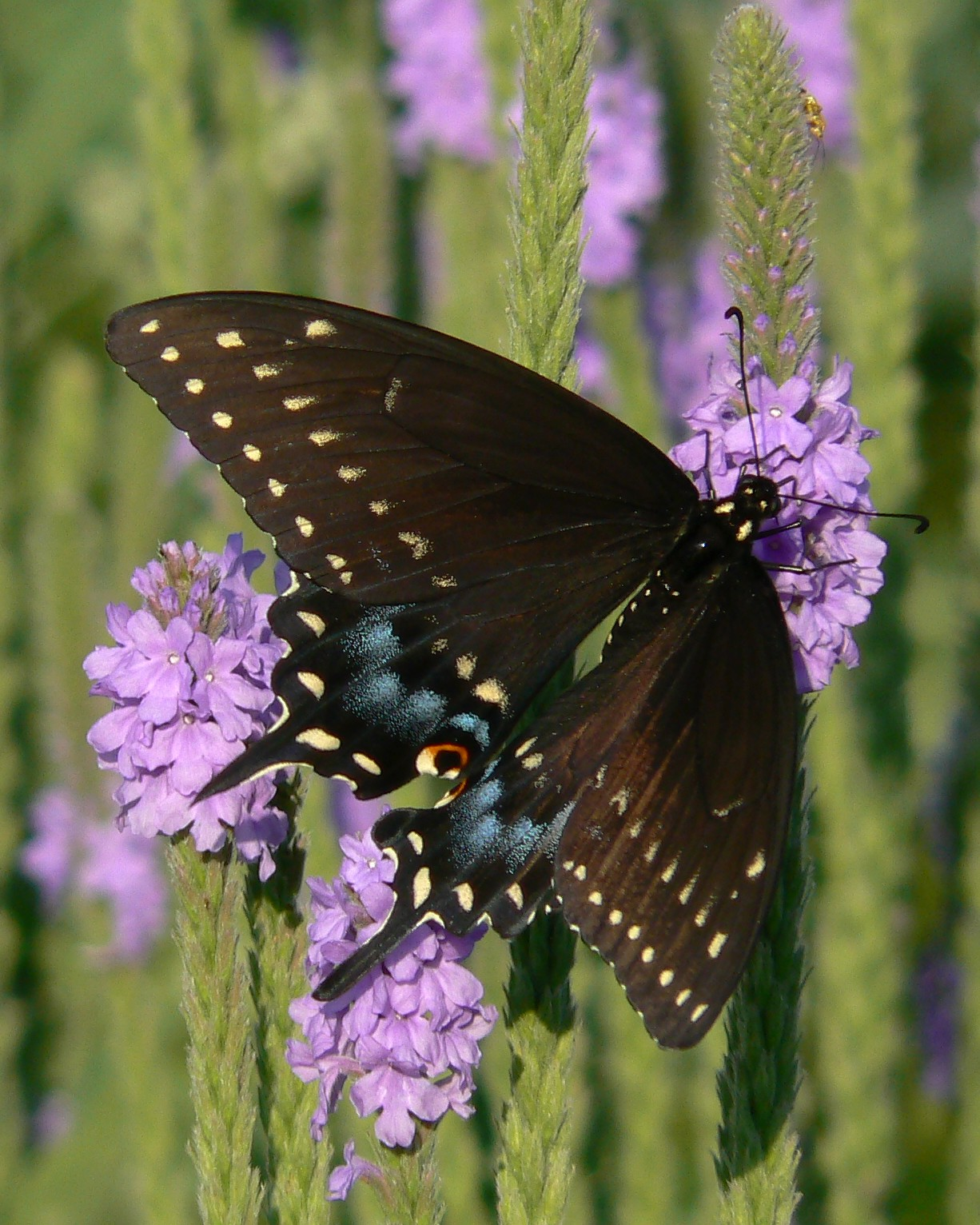
Papilio polyxenes
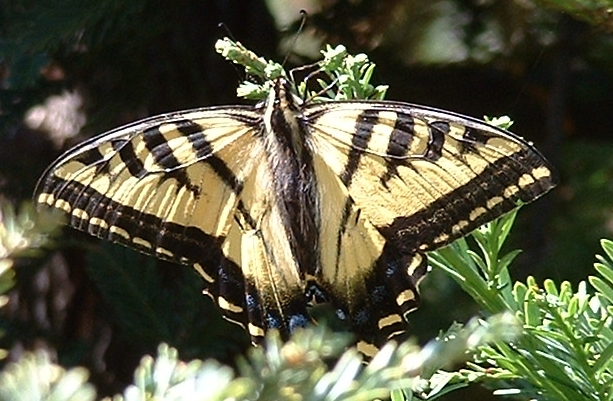
Papilio rutulus
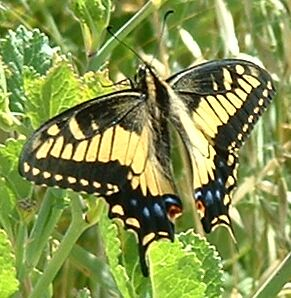
Papilio zelicaon

- Leptocircini Kirby, 1896 (= Lampropterini Bryk, 1929 = Graphiini Talbot, 1939)
  - Lamproptera Gray, 1832
    - = Leptocircus Swainson, 1833

  - Eurytides Hübner, 1821
  - Graphium Scopoli, 1777
  - Iphiclides Hübner, 1819
  - Mimoides Brown, 1991
  - Protesilaus Swainson, 1832
  - Protographium Munroe, 1961
    - = Neographium Möhn, 2002

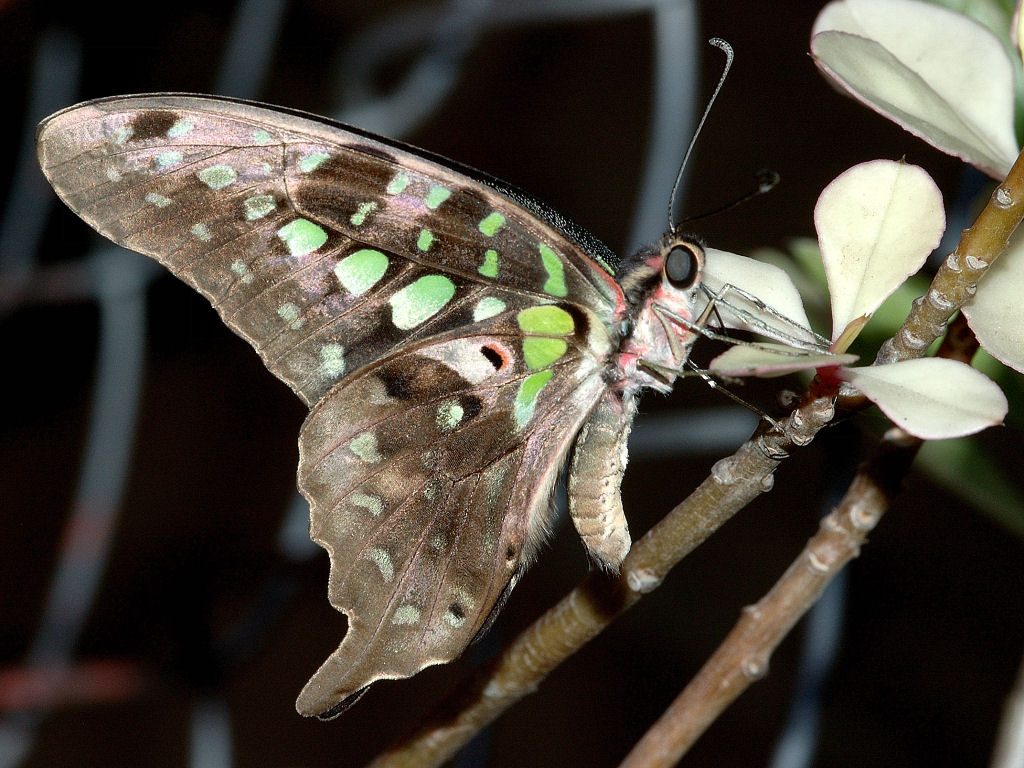
Graphium agamemnon
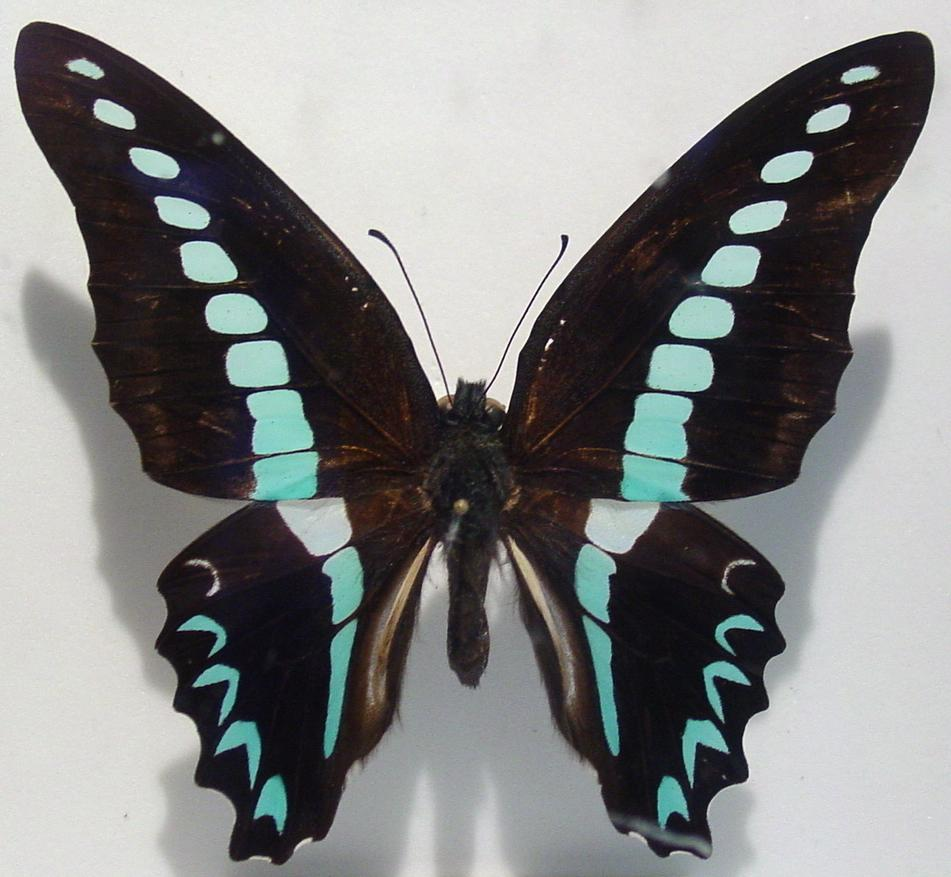
Graphium sarpedon
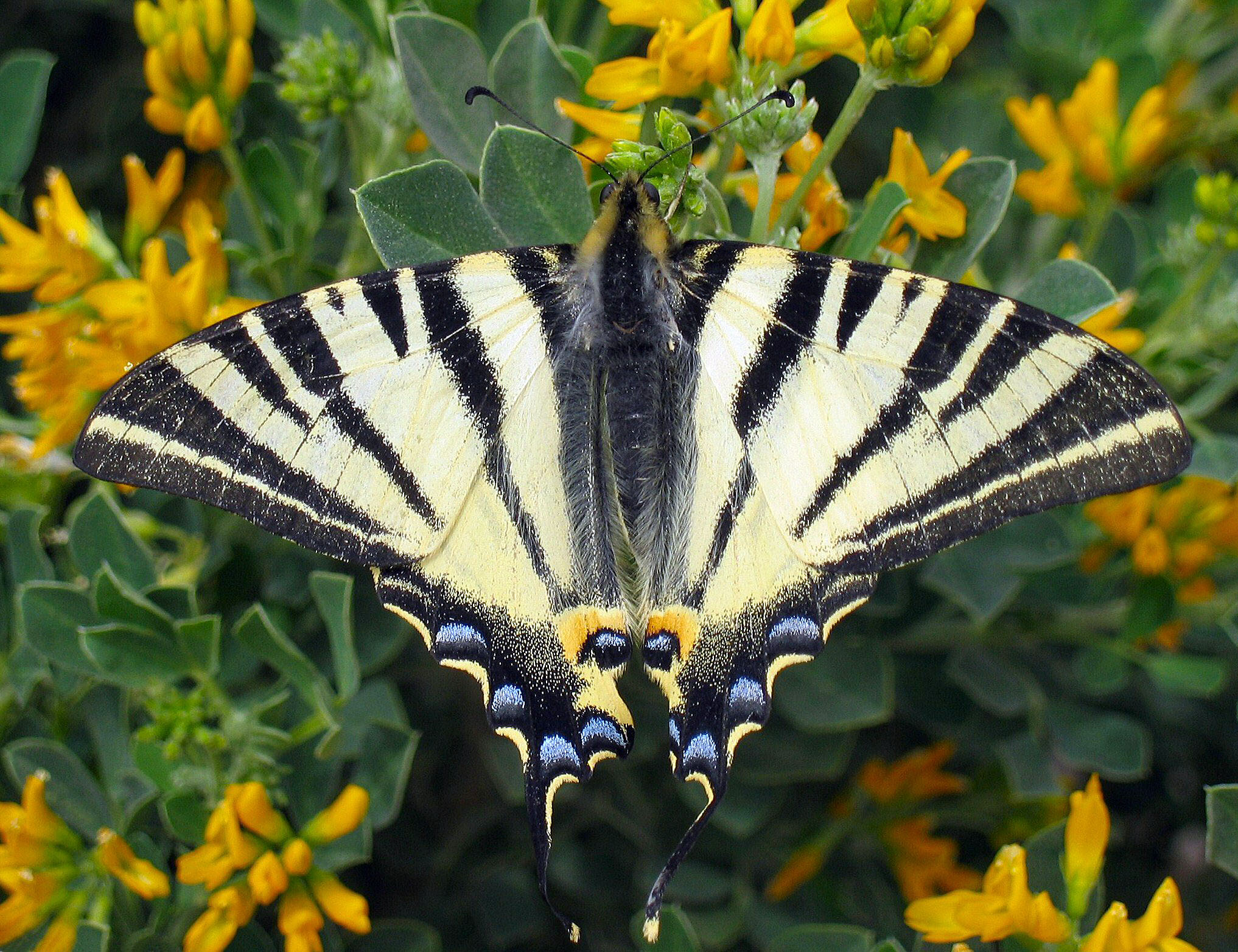
Iphiclides podalirius Koningspage

- Teinopalpini Grote, 1899
  - Teinopalpus Hope, 1843

- Teinopalpus imperialis
mannetje bovenzijde
- Teinopalpus imperialis
mannetje onderzijde

- Troidini Talbot, 1939
  - Troides Hübner, 1819
  - Atrophaneura Reakirt, 1865
  - Battus Scopoli, 1777
  - Byasa Moore, 1882
  - Cressida Swainson, 1832
  - Euryades C. & R. Felder, 1864
  - Losaria Moore, 1902
  - Ornithoptera Boisduval, 1832
  - Pachliopta Reakirt, 1865
  - Parides Hübner, 1819
  - Pharmacophagus Haase, 1891
  - Trogonoptera Rippon, 1890

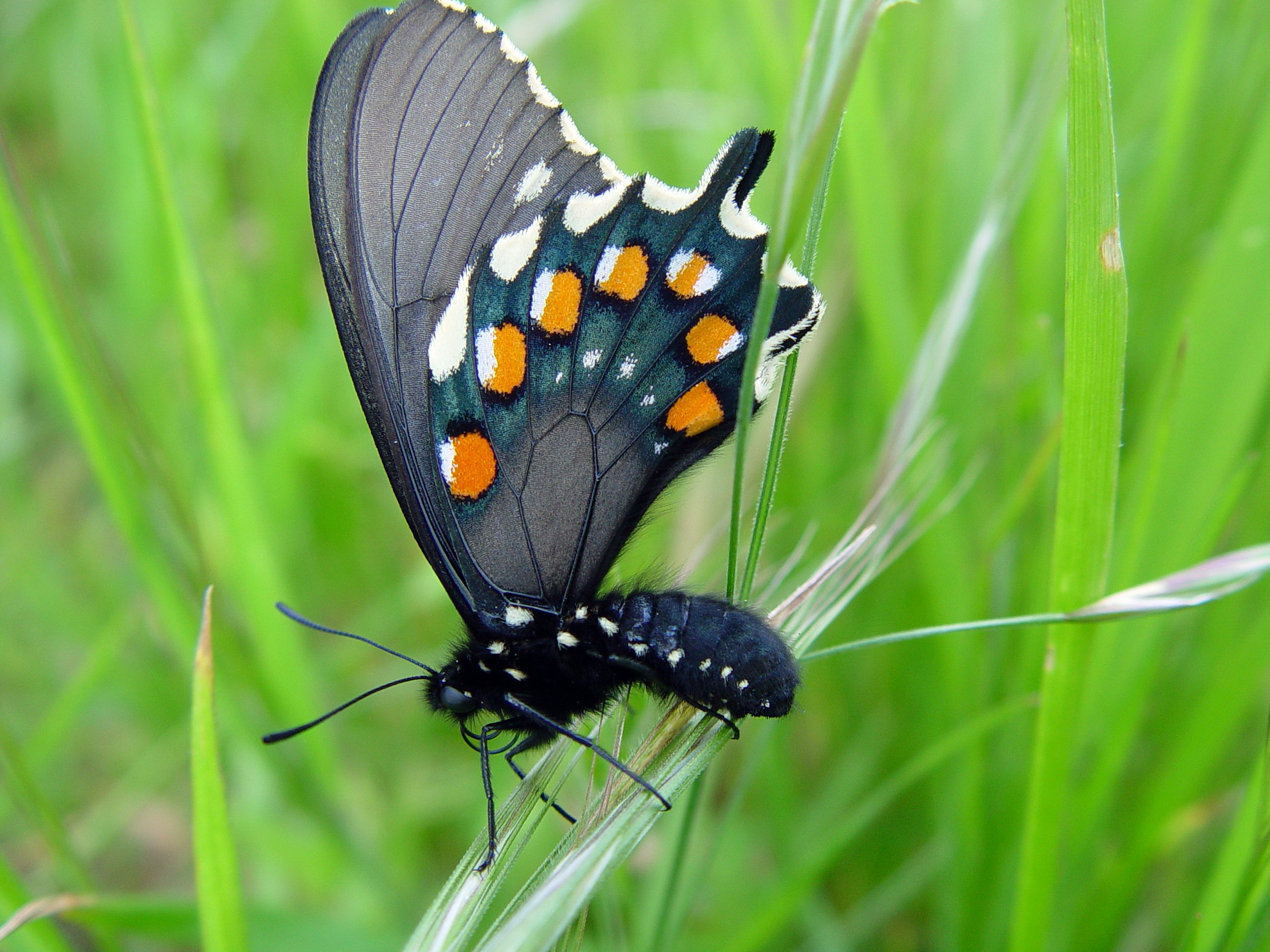
Battus philenor
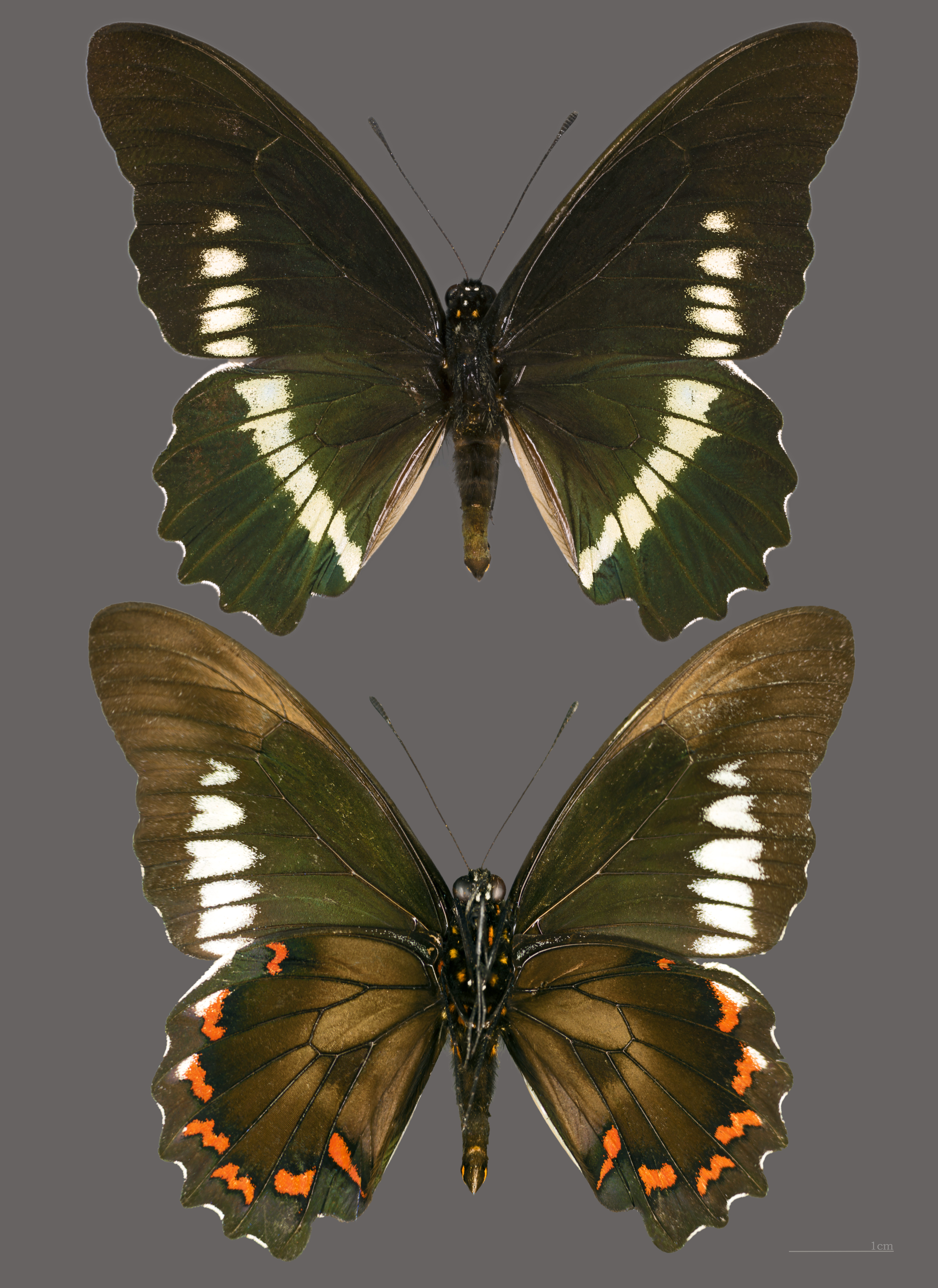
Battus polydamas
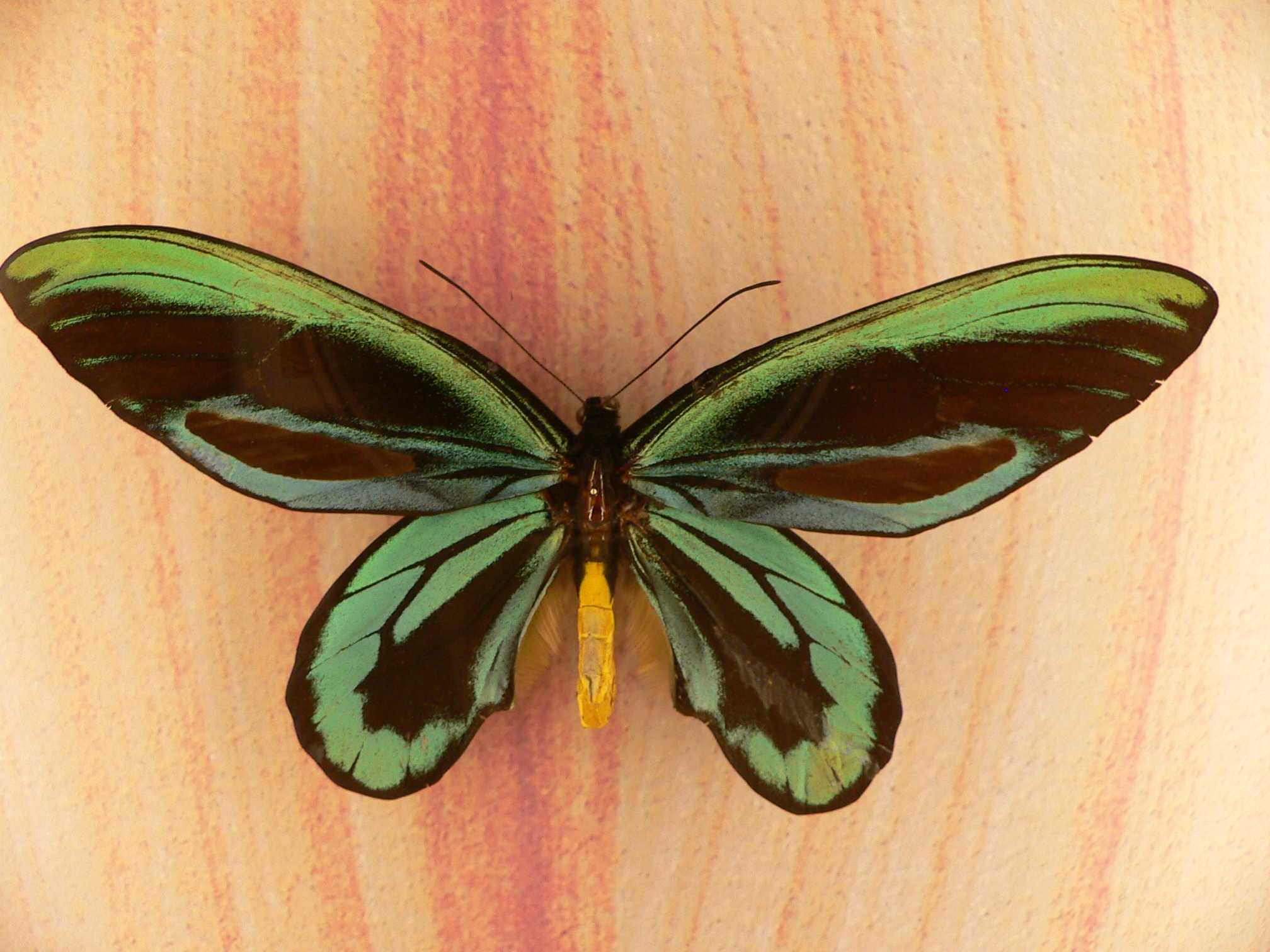
Ornithoptera alexandrae Alexandra's vogelvlinder
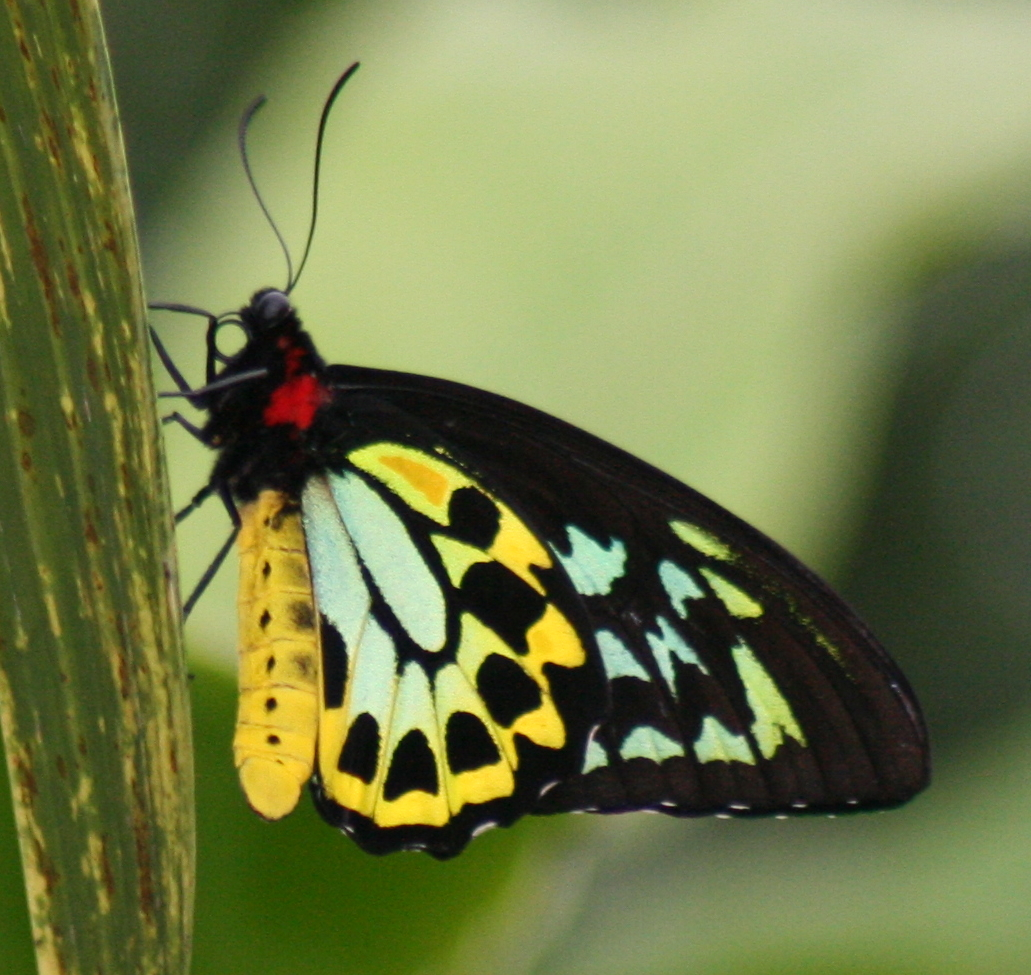
Ornithoptera euphorion
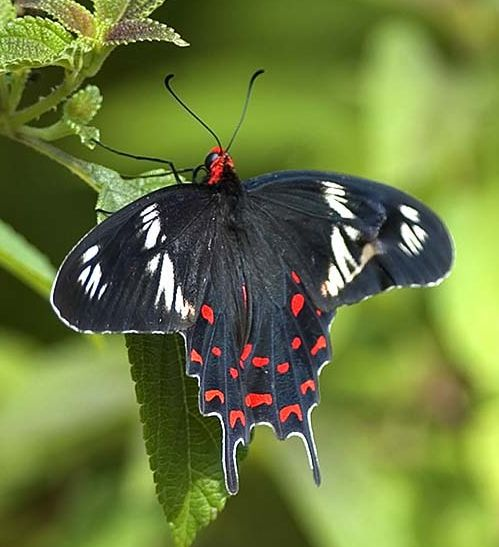
Pachliopta hector
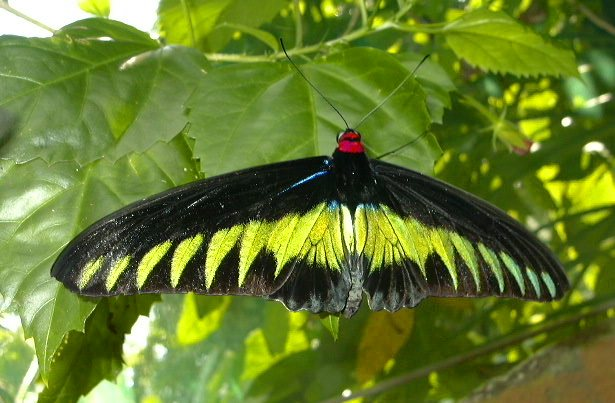
Trogonoptera brookiana
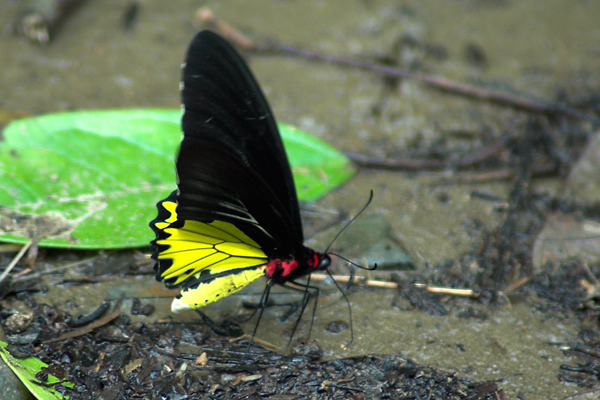
Troides helena
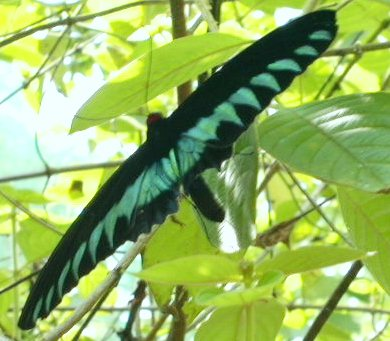
Troides trojana

### BaroniinaeBryk,1913(1 soort)
- Baronia Bryk, 1913

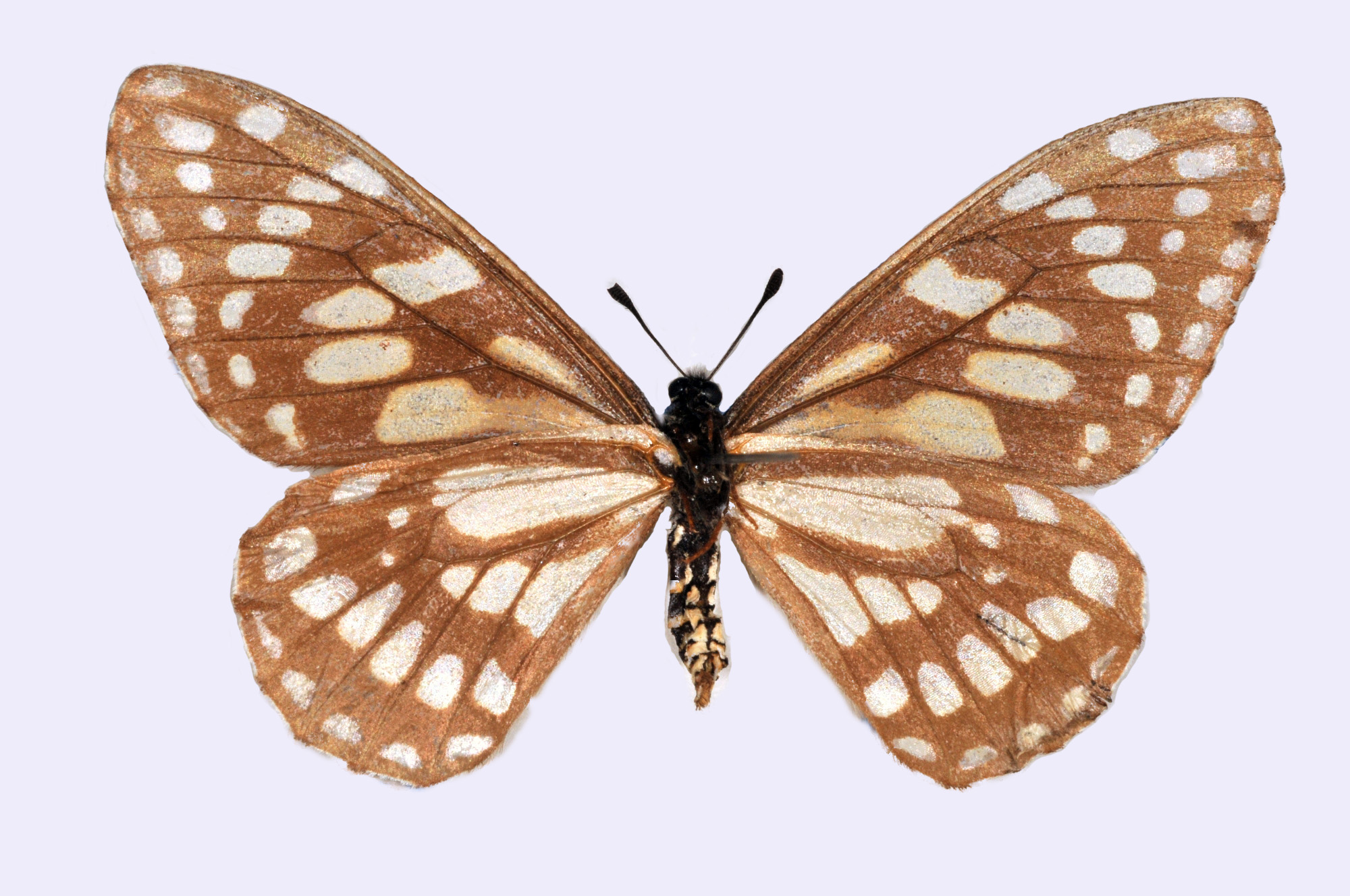
Baronia brevicornis

### ParnassiinaeDuponchel,1835(67 soorten)
- Parnassiini Duponchel, 1835
  - Parnassius Latreille, 1804
  - Archon Hübner, 1822
  - Hypermnestra Ménétriés, 1848

- Archon apollinus
Pijpbloemapollo
- Parnassius apollo
Apollovlinder
- Parnassius mnemosyne
Zwarte apollovlinder
- Parnassisus phoebus
Kleine apollovlinder

- Luehdorfiini Chapman, 1895 (= Zerynthiini Grote, 1899)
  - Luehdorfia Crüger, 1878
  - Bhutanitis Atkinson, 1873
  - Sericinus Westwood, 1851
  - Zerynthia Ochsenheimer, 1816
    - = Allancastria Bryk, 1934

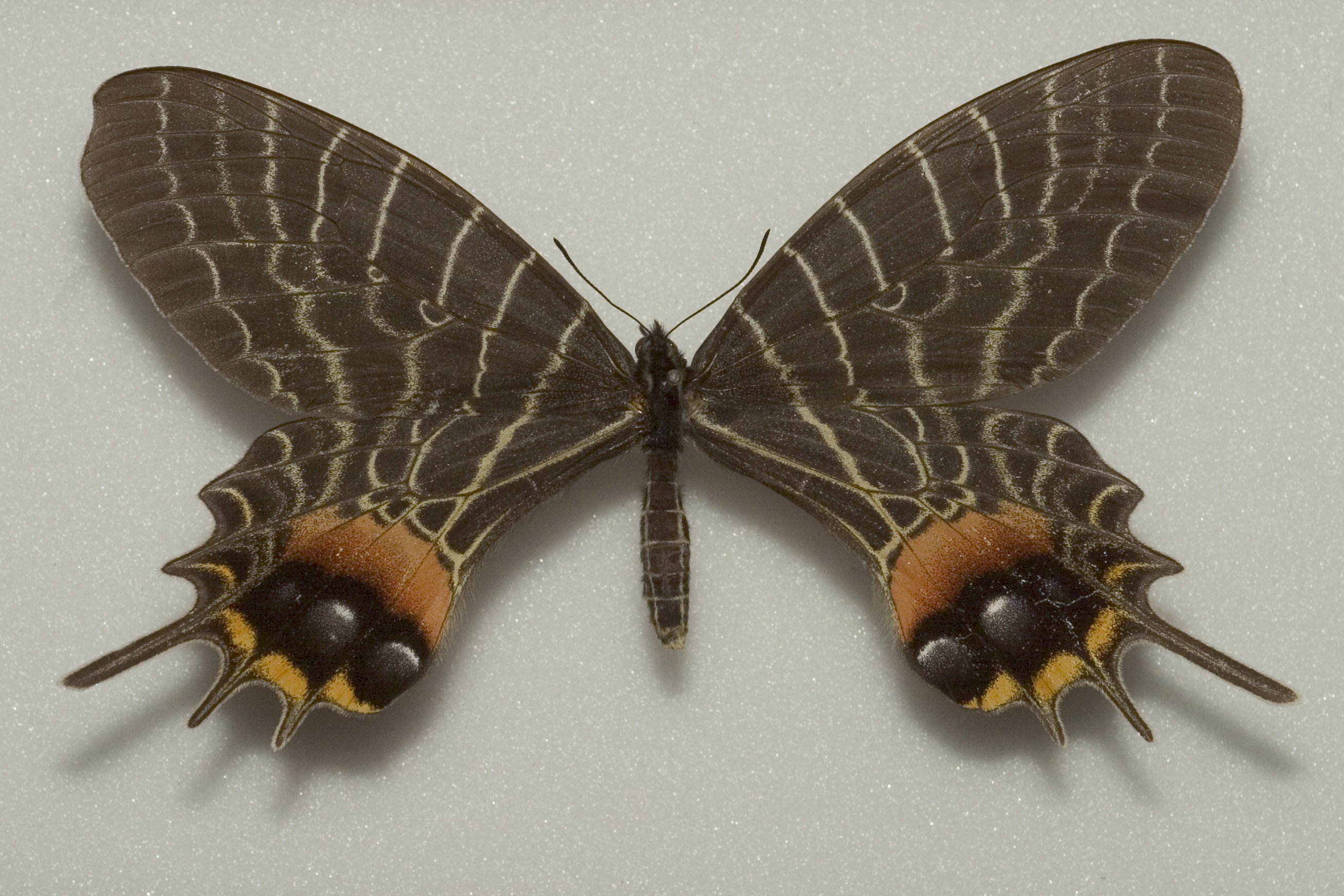
Bhutanitis lidderdalii
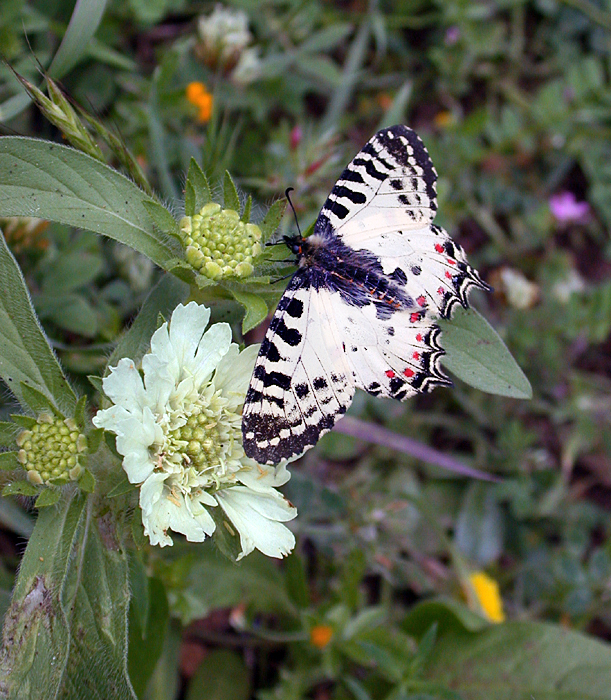
Zerynthia cerisy Oostelijke pijpbloemvlinder
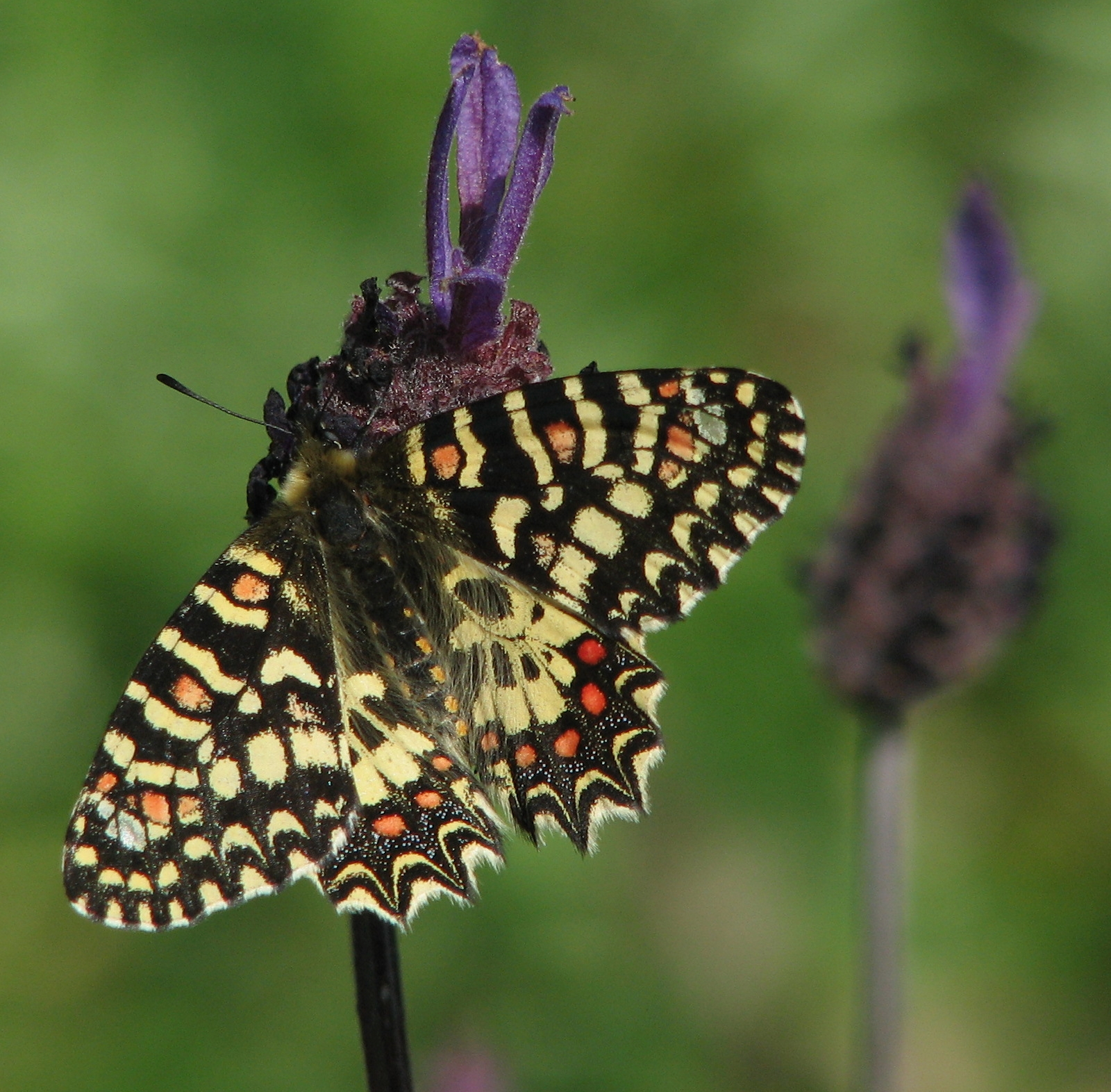
Zerynthia rumina Spaanse pijpbloemvlinder
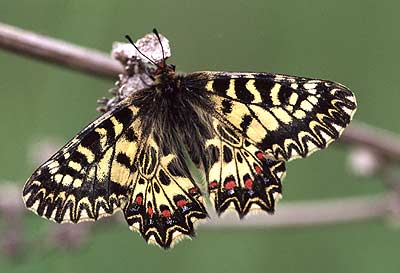
Zerynthia polyxena Zuidelijke pijpbloemvlinder